# Bronisław Józefowicz
Bronisław Józefowicz pseud. Dziadek, Kolejarz (ur. 14 marca 1885 w Aleksandrowie Kujawskim, zm. 15 listopada 1963 w Milanówku) – polski działacz komunistyczny, burmistrz Brwinowa (1948–1950).

## Życiorys
Był ślusarzem mechanikiem pochodzącym z rodziny chłopskiej, podczas I wojny światowej organizował PPS-Lewicę w Saratowie w Rosji i współpracował z SDPRR(b). Od I 1916 pracował w fabryce wagonów i lokomotyw, XI 1917 wziął udział w rewolucji październikowej. 2 razy wybierany do Rady Delegatów Robotniczych i Żołnierskich (RDRiŻ) w Saratowie, VI 1918 wrócił do kraju i pracował w warsztatach kolejowych w Warszawie oraz działał w SDKPiL. Kierował Komitetem Dzielnicowym (KD) SDKPiL dzielnicy Praga w Warszawie. Od grudnia 1918 działał w KPRP/KPP. Członek Wydziału Kolejowego KC KPRP i Rady Delegatów Robotniczych (RDR) w Warszawie. W 1919 na kilka miesięcy uwięziony w X Pawilonie Cytadeli Warszawskiej za działalność komunistyczną. Od 1921 był sekretarzem Centralnej Sekcji Mechanicznej Związku Zawodowego Kolejarzy (ZZK). W latach 1925–1945 pracował w warszawskiej elektrowni. W KPP działał do jej rozwiązania w 1938, później nadal utrzymywał kontakty z działaczami komunistycznymi, a podczas okupacji współpracował z Alfredem Fiderkiewiczem. W 1942 był współorganizatorem PPR w Milanówku i okolicy i sekretarzem komórki PPR. Ukrywał w swoim mieszkaniu działaczy PPR i GL i przechowywał papiery i kasę PPR. W 1945 został wójtem gminy Grodzisk Mazowiecki i przewodniczącym Gminnej Rady Narodowej (GRN), a od 1948 do 1950 był burmistrzem Brwinowa. Przewodniczący obwodowej komisji podczas referendum 1946 i wyborach do Sejmu 1947. Od 1950 na emeryturze. Był odznaczony m.in. Krzyżem Komandorskim Orderu Odrodzenia Polski.